# J Blakeson
Jonathan Blakeson, noto come J Blakeson (Harrogate, 2 marzo 1977), è un regista e sceneggiatore britannico.

## Biografia
La sua opera prima è stata La scomparsa di Alice Creed, un thriller con Gemma Arterton, Martin Compston e Eddie Marsan, di cui è stato regista e sceneggiatore.
Nell'aprile 2014, la Columbia Pictures ha annunciato che Blakeson sarebbe stato il regista del film La quinta onda, basato sull'omonimo romanzo di Rick Yancey. Chloë Grace Moretz è stata designata a ricoprire il ruolo di Cassie e Susannah Grant a scrivere la sceneggiatura.

## Filmografia

### Regista
- La scomparsa di Alice Creed (The Disappearance of Alice Creed) (2009)
- La quinta onda (The 5th Wave) (2016)
- I Care a Lot (2020)
- Culprits (2023) - serie TV

### Sceneggiatore
- The Descent Part 2, regia di Jon Harris (2019)
- La scomparsa di Alice Creed (The Disappearance of Alice Creed), regia di J Blakeson (2009)
- Il sequestro di Stella (Kidnapping Stella), regia di Thomas Sieben (2019)
- I Care a Lot, regia di J Blakeson (2020)
- Culprits, regia di J Blakeson e Claire Oakley (2023) - serie TV

### Produttore
- I Care a Lot, regia di J Blakeson (2020)